# Azpirotz-Lezaeta
Azpirotz-Lezaeta est une commune située dans la municipalité de Larraun de la communauté forale de Navarre, dans le Nord de l'Espagne, composée des communes d'Azpirotz et de Lezaeta.
Cette commune se situe dans la zone bascophone de la Navarre. Elle est située dans la mérindade de Pampelune, à 36,5km de Pampelune. La commune a une superficie de 5,50km² et une densité de population de 11,82 hab/km². Sa population en 2020 était de 59 habitants.

## Géographie
La commune d'Azpirotz-Lezaeta est située dans la partie ouest de la municipalité de Larraun. La commune est limitrophe, au nord, des communes de Gorriti et Uitzi ; à l'est, de la municipalité de Lekunberri ; au sud, des communes d'Albiasu et d'Errazkin, et à l'ouest, de la commune d'Araiz.
|       | Gorriti et Uitzi    |            |
| Araiz | Azpirotz-Lezaeta    | Lekunberri |
|       | Albiasu et Errazkin |            |

## Population
| 2000 | 2001 | 2002 | 2003 | 2004 | 2005 | 2006 | 2007 | 2008 |
| ---- | ---- | ---- | ---- | ---- | ---- | ---- | ---- | ---- |
| 78   | 77   | 75   | 69   | 70   | 74   | 72   | 73   | 75   |

| 2009 | 2010 | 2011 | 2012 | 2013 | 2014 | 2015 | 2016 | 2017 |
| ---- | ---- | ---- | ---- | ---- | ---- | ---- | ---- | ---- |
| 72   | 73   | 72   | 64   | 62   | 65   | 62   | 62   | 69   |

| 2018 | 2019 | 2020 | 2021 | - | - | - | - | - |
| ---- | ---- | ---- | ---- | - | - | - | - | - |
| 68   | 63   | 59   | 59   | - | - | - | - | - |